# As Blood Runs Black
As Blood Runs Black é uma banda estado-unidense de Deathcore formada em 2004 em Los Angeles. Ela lançou três álbuns, sendo o primeiro, Allegiance, lançado em 06 de junho de 2006. Seu segundo álbum, Instinct, foi lançado em 15 de março de 2011. Instinct alcançou o número 1 do Billboard Heatseakers Albums chart e o número 111 na Billboard 200 para a semana de 2 de abril de 2011.

## Membros

### Formação atual
- Chris Bartholomew - vocal
- Greg Kirkpatrick  - guitarra
- Nick Stewart - baixo
- Daniel Sanchez - guitarra
- Hector Leche - bateria

### Ex-integrantes
- John - vocal
- Bijon - guitarra
- Bret Batdorf - bateria

## Discografia
- Demo - 2004
- Allegiance - 2006
- Instinct - 2011
- Ground Zero - 2014